# Pokimane
Imane Anys (sinh ngày 14 tháng 5 năm 1996), được biết đến nhiều hơn với Pokimane, là một streamer Twitch người Canada gốc Maroc. Anys được biết đến nhiều hơn với các livestreams của cô trên nền tảng Twitch, khi cô giới thiệu những trải nghiệm chơi game của mình, nhiều nhất là League of Legends và Fortnite và gần đây là Valorant.

## Giải thưởng và đề cử
| Năm  | Giải thưởng          | Thể loại                    | Kết quả   | Chú thích |
| ---- | -------------------- | --------------------------- | --------- | --------- |
| 2018 | Giải Shorty          | Twitch Streamer of the Year | Đoạt giải | [ 2 ]     |
| 2018 | Giải Streamy         | Live Streamer               | Đề cử     | [ 3 ]     |
| 2018 | The Game Awards 2018 | Content Creator of the Year | Đề cử     | [ 4 ]     |